# Herbert Osterkamp
Herbert Osterkamp (* 7. Mai 1894 in Hamm (Sieg); † 17. März 1970 in Dortmund) war ein deutscher General der Artillerie im Zweiten Weltkrieg.

## Leben

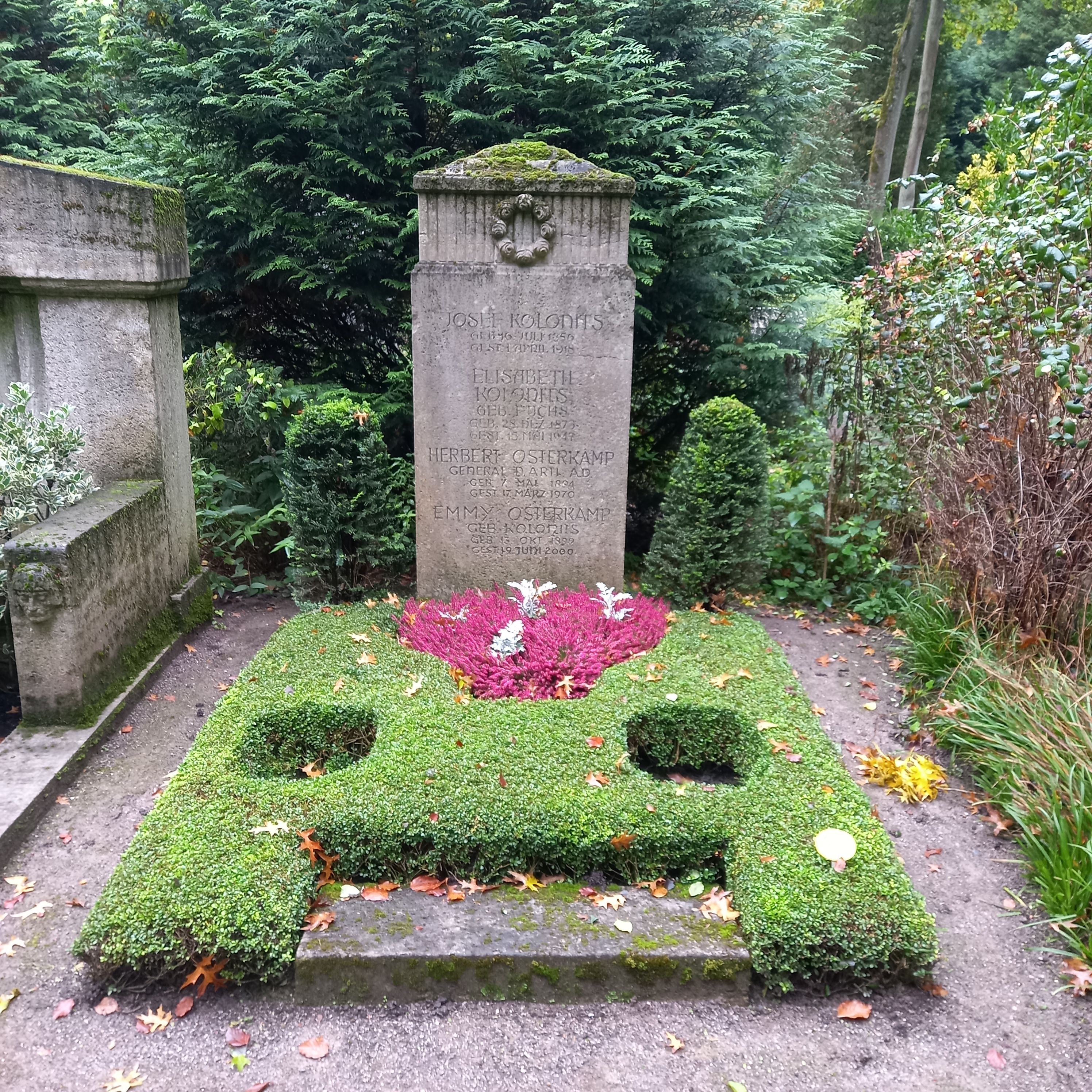
Das Grab von Herbert Osterkamp und seiner Ehefrau Emmy geborene Kolonus auf dem Südfriedhof (Köln)

Herbert Osterkamp war ein Sohn des späteren Bergrates Otto Osterkamp (1860–1921) und Ida Gerlach. trat Mitte März 1912 als Fahnenjunker der Armee bei. Zum 18. August 1913 wurde er Leutnant beim Fußartillerie-Regiment Nr. 7 und diente als Offizier im Ersten Weltkrieg.
Nach Ende des Krieges war er Mitglied eines Freikorps und wurde später in die Reichswehr übernommen. Dort wirkte er als Kommandeur in verschiedenen Einheiten. Ab 1930 wurde Osterkamp im Reichswehrministerium eingesetzt, wurde im Oktober 1934 zum Oberstleutnant befördert und wechselte anschließend in die Wehrmacht.
Am Mitte September 1935 wurde er Abteilungschef im Oberkommando des Heeres (OKH), im April 1937 zum Oberst befördert und blieb in dieser Position bis September 1939. Anschließend war er für ein Paar Tage Chef des Generalstabs des Militärbefehlshabers Krakau, wurde am 18. September 1939 zum Generalmajor befördert und wurde Chef des Heeresverwaltungsamtes (V. A.) im OKH. Osterkamp war für die Verpflegung und Ausrüstung der Truppe verantwortlich und er war damit an einer zentralen Stelle der Wehrmacht. Im Juni 1943 folgte seine Beförderung zum General der Artillerie. Am 1. November 1944 wurde Osterkamp als Nachfolger von Paul Danhauser zum Kommandierenden General des stellvertretenden XII. Armeekorps und gleichzeitig Befehlshaber vom Wehrkreis XII mit Sitz in Wiesbaden ernannt. Ende März 1945 gelang es noch dem Armeekorps der amerikanischen Umschließung im Raum Frankfurt am Main zu entgehen, aber am 8. Mai 1945 unterzeichnete Osterkamp mit der Vollmacht der 7. Armee im Gefechtsstand der amerikanischen 1. Infanterie-Division in Elbogen die Kapitulation des XII. Armeekorps. Anschließend ging er in amerikanische Kriegsgefangenschaft.
Nach dem Krieg wohnte er in Köln.

## Auszeichnungen (Auswahl)
- Eisernes Kreuz (1914) II. und I. Klasse
- Finnisches Freiheitskreuz I. Klasse mit Eichenlaub und Schwertern am 25. März 1942
- Spange zum Eisernen Kreuz II. und I. Klasse
- Deutsches Kreuz in Silber am 18. September 1943
- Ritterkreuz des Kriegsverdienstkreuzes mit Schwertern am 2. November 1944